# Saurischia
Saurischia (od grčkog sauros (σαυρος) - "gušter" i ischion (ισχιον) - "zdjelica") su jedan od dva reda dinosaura. Harry Seeley je 1888. godine klasificirao dinosaure u dva reda na osnovi strukture njihove zdjelice (kuka). Pripadnici Saurischia se razlikuju od pripadnika Ornithischia po tome što su zadržali konfiguraciju zdjeličnih kostiju svojih predaka.
Svi dinosauri mesožderi (teropodi) su pripadnici ovog reda, kao i jedna od dvije glavne linije dinosaura biljoždera, sauropodi. Na kraju perioda krede, svi pripadnici ovog reda (osim ptica) su izumrli. Ptice se, kao direktni potomci grupe teropodnih dinosaura, smatraju podkladusom ovih dinosaura u filogenetičkoj nomenklaturi.

## Opis
Pripadnici Saurischia se razlikuju od pripadnika Ornithischia po građi zdjelice, kod koje je preponska kost u prvih okrenuta prema naprijed. Kod zdjelice onih drugih, pelvis je zajedno s pubisom okrenut nazad, paralelno sa sjednom kosti. Zdjelica je često imala i kvrgu prema naprijed.
Struktura zdjelice kod Ornithischia je slična zdjelici ptica, što je navelo Seeleyja da ih nazove "pticokuki" (eng. "bird-hipped"), ali on nije pretpostavio nikakvu srodnost između njih i ptica. Nazvao je "gmazokuke" (eng. "lizard-hipped") tako jer su zadržali staru anatomiju zdjelice koja se može vidjeti i danas kod guštera.
Međutim, kasnija istraživanja su otkrila da je struktura zdjelice kod modernih ptica evoluirala neovisno od "gmazokukih dinosaura" u periodu jure. U ovom primjeru konvergentne evolucije, ptice su razvile zdjelicu sličnu zdjelici Ornithischia, vjerojatno kao prilagodbu ishrani biljkama ili i biljkama i mesom.

## Klasifikacija
U svom radu u kojem je dao nazive za ove dvije grupe, Seeley je pregledao prošle klasifikacije koje su stvorili drugi paleontolozi da bi razdijelili tradicionalni Red Dinosauria. Najviše mu se dopala ideja Othniela Marsha iz 1878. godine, koja je dijelila dinosaure u četiri reda: Sauropoda, Theropoda, Ornithopoda, i Stegosauria (ovi nazivi se i danas koriste na sličan način i odnose se na podredove ili kladuse u redovima Saurischia, odnosno Ornithischia).
Seeley je, međutim, htio formulirati klasifikaciju koja bi ukazivala na jednu glavnu razliku između glavnih grupa dinosaura na osnovi karakteristike koja ih je također razlikovala od drugih gmazova. Otkrio je tu konfiguraciju u kostima zdjelice i shvatio da bi se četiri Marshova reda mogla jednostavno podijeliti na dvije glavne grupe na osnovi ove osobine. Svrstao je Stegosauria i Ornithopoda u Ornithischia, a Theropoda i Sauropoda u Saurischia. Nadalje, Seeley je iskoristio ovu glavnu i još mnogo sitnih razlika između ove dvije grupe za svoj prijedlog da "dinosauri" nisu uopće prirodno grupirani, već da su oni dva različita reda koja su nastala neovisno jedni od drugih od primitivnih arhosaura. Ovaj koncept da je "dinosaur" zastarjeli izraz za dva različita reda je trajao mnoga desetljeća u znanstvenoj i popularnoj literaturi, sve dok 1960-ih znanstvenici nisu počeli promatrati mogućnost da su Saurischia i Ornithischia srodniji jedni drugima nego arhosaurima.
Iako ovaj koncept više ne prihvaća većina paleontologa, Seeleyjeva početna razdioba na dvije grupe dinosaura je opstala do danas i podržavaju je moderne kladističke analize srodnosti između dinosaura. Jednu alternativnu hipotezu koja proturječi Seeleyjevoj klasifikaciji je postavio Robert T. Bakker u svojoj knjizi The Dinosaur Heresies (1986.). Bakkerova klasifikacija dijeli teropode u zasebnu grupu i stavlja dvije grupe dinosaura biljoždera (sauropode i Ornithischia) u grupu koju je nazvao Phytodinosauria. Hipoteza o postojanju Phytodinosauria se jednim dijelom bazira na navodnoj vezi između Ornithischia i prosauropoda. Ta je ideja nastala na osnovi jedne enigmatične nadporodice koja je, izgleda, imala osobine obiju navedenih grupa: Therizinosauroidea. Međutim, kasnije je otkriveno da su dinosauri iz te porodice zapravo bili neobičan tip teropoda biljoždera, koji su bili u bliskom srodstvu s pticama, pa je tako hipoteza o Phytodinosauria netočna.

### Taksonomija
- Red Saurischia
  - Eoraptor
    - Guaibasauridae
    - Podred Sauropodomorpha
      - Infrared Prosauropoda
      - Infrared Sauropoda

    - Podred Theropoda
      - Infrared Herrerasauria
      - Infrared Carnosauria
      - Infrared Ceratosauria
      - Infrared Deinonychosauria
      - Infrared Ornithomimosauria
      - Infrared Oviraptorosauria

Uz to, rodovi Teyuwasu i Agnosphitys možda predstavljaju rane pripadnike Saurischia ili primitivnije ne-dinosaure.

## Drugi projekti
|  | Wikivrste imaju podatke o taksonu Saurischia |